# Yanagawa
Yanagawa (jap. 柳川市 Yanagawa-shi) – miasto w Japonii, w prefekturze Fukuoka, na wyspie Kiusiu.

## Historia
1 kwietnia 1951 roku, w wyniku połączenia jednej miejscowości i pięciu wiosek, powstało miasteczko Yanagawa. Rok później miejscowość zdobyła status miasta.
21 marca 2005 roku miasteczka Yamato i Mitsuhashi (z powiatu Yamato) zostały włączone do Yanagawy.

## Populacja
Zmiany w populacji Yanagawy w latach 1970–2015:
| Rok  | Populacja |
| ---- | --------- |
| 1970 | 82 263    |
| 1975 | 80 984    |
| 1980 | 82 185    |
| 1985 | 81 863    |
| 1990 | 80 531    |
| 1995 | 79 806    |
| 2000 | 77 612    |
| 2005 | 74 539    |
| 2010 | 71 375    |
| 2015 | 67 777    |